# 松浦晃一郎

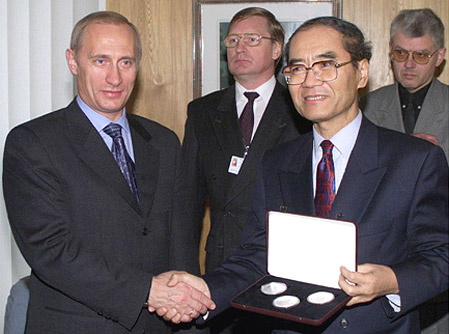
ロシアのウラジーミル・プーチン大統領と共に（2000年10月30日）

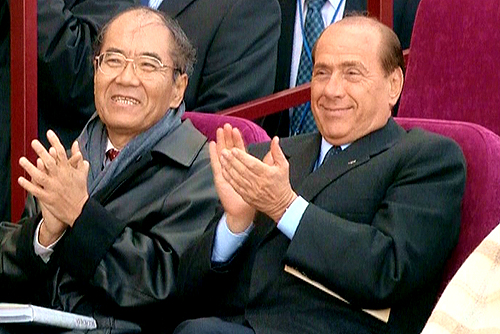
イタリアのシルヴィオ・ベルルスコーニ首相とともに（2003年5月31日）

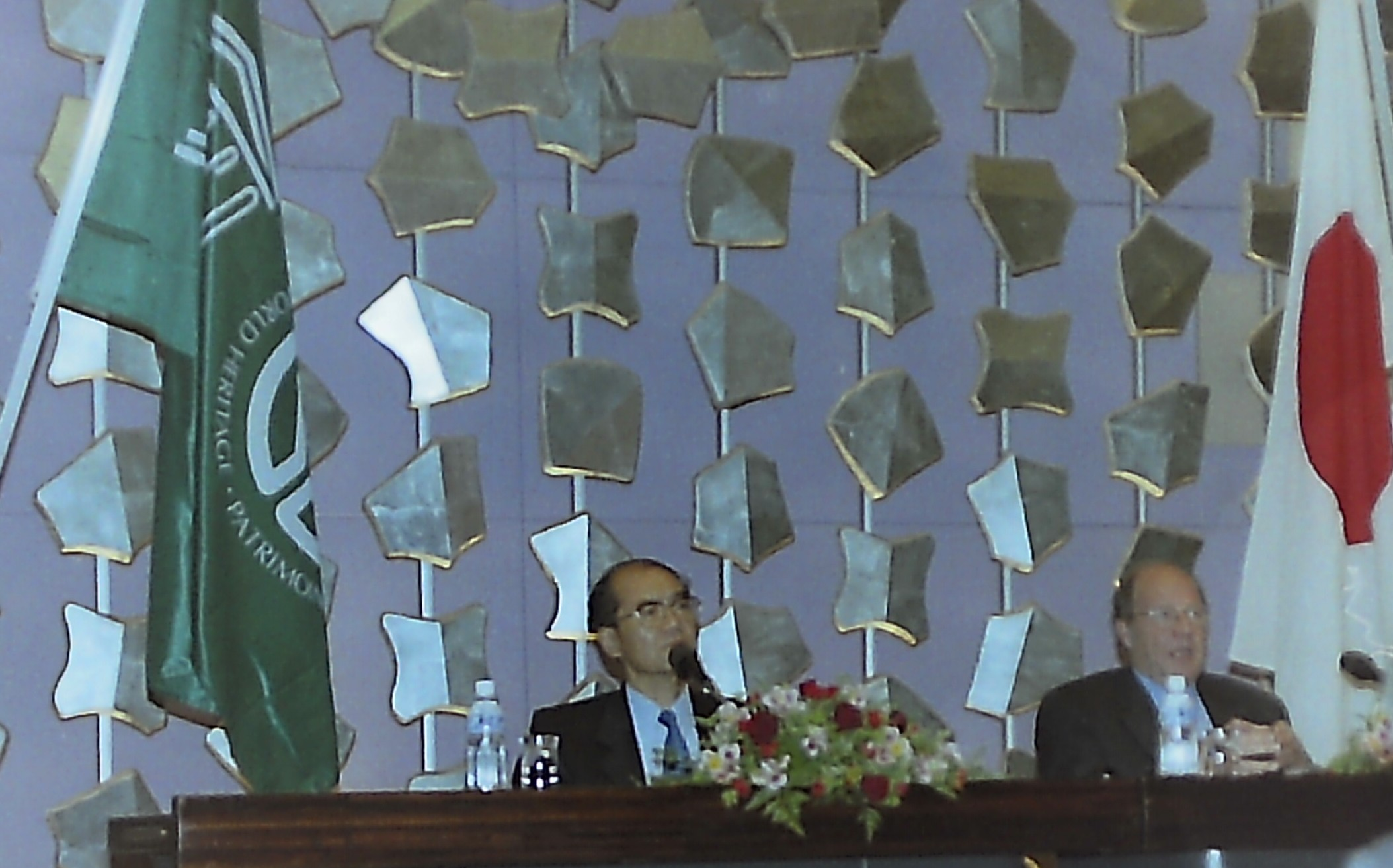
議長を務めた第22回世界遺産委員会でドロステ世界遺産センター長と（1998年12月）

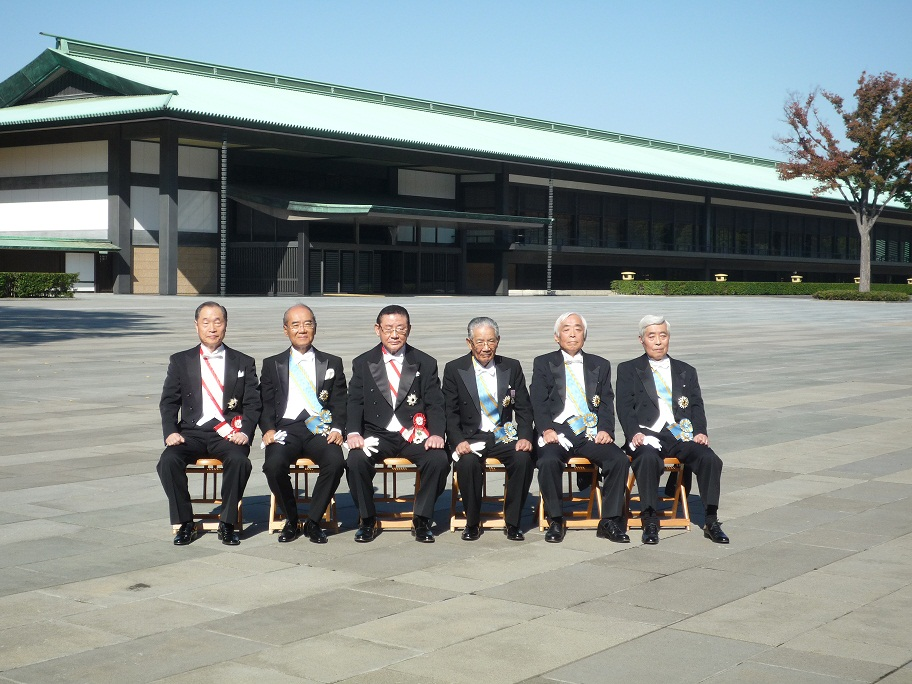
大綬章の親授式後の記念写真にて（左から2人目）（2012年11月8日、）

松浦 晃一郎（まつうら こういちろう、1937年9月29日 - ）は、日本の外交官、国連職員。公益財団法人日仏会館理事長、一般社団法人アフリカ協会会長、一般財団法人日本ウズベキスタン・シルクロード財団評議員、株式会社パソナグループ監査役、中国人民大学名誉教授、東邦音楽大学パフォーマンス総合芸術文化専攻客員教授。
過去に、駐フランス共和国特命全権大使やユネスコ（国際連合教育科学文化機関）第8代事務局長を務めた。山口県佐波郡島地村（後の徳地町、今の山口市）出身。

## 来歴
三井生命保険（現大樹生命保険）勤務の父親誠一と山口市の造り酒屋「松屋」の娘だった母清子の子として東京府荏原区（現東京都品川区）で生まれ、父の生地である島地村で幼少を過ごす。松浦家は農業の傍ら、和紙をすく道具をつくっていた。父親の転勤で中国天津に転居、小学校に通い始めたが戦況が悪化し帰国した。
1956年、東京都立日比谷高等学校卒業。1958年、東京大学法学部在学中に外交官試験に合格し、1959年外務省に入省。同期には渡辺允（侍従長）、木幡昭七（経済協力局長）、西崎信郎（駐ペルー大使）、高瀬秀一（駐蒙大使）ら。在アメリカ大使館参事官、外務大臣官房審議官、香港総領事、経済協力局長、北米局長、外務審議官などを経て1994年、駐フランス大使となる。1998年に世界遺産委員会議長に就任、1999年には日本人としては初めて（アジアからの選出としても初）のユネスコ事務局長に就任した。日本ユネスコ協会連盟特別顧問、立命館大学特別招聘教授、中部大学中部高等学術研究所客員教授、大阪大学大学院国際公共政策研究科客員教授、中国人民大学名誉教授なども務める。
経済の専門家として知られ、仏文学にも精通している。アフリカ彫刻の見識が深くワイン通としても知られる。
2009年11月14日にユネスコ事務局長を退任、退任式は10月22日、後任はブルガリアのイリナ・ボコヴァ。2期10年の在任中は、ユネスコの組織改革に尽力し縁故人事や不透明経理が横行していた組織内の行財政改革を断行、放漫運営を理由にユネスコ脱退していたアメリカが2003年10月に松浦の改革を評価し長年の課題であった復帰も実現させた（その後アメリカはパレスチナ加盟をめぐって対立し、2018年末に再脱退している）。また、無形文化遺産保護条約や文化多様性条約など文化遺産保護の業績も残している。

## 経歴
- 1953年3月 - 学習院中等科卒業
- 1956年3月 - 東京都立日比谷高等学校卒業
- 1959年4月 - 東京大学法学部中退、外務省入省
- 1961年6月 - ハバフォード大学経済学部卒業
- 1961年9月 - 外務省在ガーナ日本国大使館三等書記官
  - 外務省アメリカ局北米第一課長
  - 外務省経済協力局開発協力課長
  - 外務省経済協力局政策課長
  - 外務省外務大臣官房総務課長
  - 外務省経済協力局参事官
  - 在アメリカ合衆国日本国大使館参事官
  - 外務省外務大臣官房審議官
- 1985年 - 香港総領事
- 1988年7月 - 経済協力局長
- 1990年1月 - 北米局長
- 1992年 - 外務審議官（経済担当）
- 1994年8月 - 駐仏大使
- 1997年 - リヨン第3大学名誉法学博士
- 1998年11月 - 世界遺産委員会議長
- 1999年11月 - ユネスコ事務局長
- 2001年8月 - 中国人民大学名誉教授
- 2003年 - ロンドン大学インスティチュート・オブ・エデュケーション名誉博士
- 2003年11月 - モスクワ大学名誉博士
- 2006年5月 - ハヴァフォード大学名誉博士、サント・トーマス大学名誉博士
- 2007年7月 - 慶煕大学校名誉博士
- 2009年 - レジオン・ドヌール勲章コマンドゥール受章
- 2009年11月 - ユネスコ事務局長 退任
- 2010年 - 株式会社パソナ特別顧問
- 2010年4月1日 - 早稲田大学名誉博士
- 2010年10月 - 明日の京都 文化遺産プラットフォーム会長[9]
- 2010年11月 - 公益財団法人日仏会館理事長
- 2011年12月 - 立命館大学博士（学術）（博士論文「アフリカの曙光」、主査渡辺公三、副査寺島実郎・見上崇洋・土岐憲三・小泉義之）
- 2012年5月 - 国際囲碁連盟 (IGF) 会長
- 2012年11月 - 瑞宝大綬章受章
- 2013年4月 - 特定非営利活動法人ユネスコパートナーシップ世界遺産トーチランコンサート協会特別顧問
- 2013年5月 - 「宗像・沖ノ島と関連遺産群」世界遺産推進会議顧問
- 2013年8月 - 株式会社パソナグループ社外監査役
- 2013年9月 - 一般社団法人アフリカ協会会長（代表理事）
- 2014年1月 - 公益財団法人知床自然大学院大学設立財団顧問[10][11][12][13][14][15][16][17][18][19]
  - 日本の伝統を守る会副会長[20]、公益財団法人日本棋院評議員、世界ペア碁協会会長[21]、公益財団法人日本ペア碁協会理事[22]、株式会社ぐるなび総研理事[23]、公益財団法人ユネスコ・アジア文化センター顧問[24]、公益財団法人日本交通文化協会評議員[25]、公益社団法人日本空手協会理事[26]、公益財団法人新国立劇場運営財団理事[27]、公益財団法人五井平和財団評議員[28]、内閣府栄典に関する有識者[29]、産業遺産国民会議発起人[30]、地震火災から文化財を守る協議会顧問[31]、日本食いしんぼ学会発起人[32]、NPO法人ひまわりの会理事[33]、パリ日本文化会館運営審議会日本側委員[34]なども務めた。

## 著書
- 『国際人のすすめ』静山社
- 『アフリカの曙光－アフリカと共に50年』かまくら春秋社
- 『世界遺産－ユネスコ事務局長は訴える』講談社
- 『ユネスコ事務局長奮闘記』講談社 ISBN 4-06-212234-0
- 『援助外交の最前線で考えたこと』国際協力推進協会
- 『歴史としての日米関係・日米同盟の成功』サイマル出版会 ISBN 4-377-30938-2
- 『先進国サミット・歴史と展望』サイマル出版会 ISBN 4-377-30999-4
- 『アジアから初のユネスコ事務局長　松浦晃一郎　私の履歴書』日本経済新聞出版
- 『Advocacy in a World in Crisis』（英語）
- 『Focusing on the Future Japan's Global Role in a Changing World』（英語）
- 『Développement et Perspectives des Relations entre le Japon et la France』（フランス語）

## 栄典
- フランスレジオンドヌール勲章コマンドゥール（2009年）
- ロシア友好勲章
- フランス国家功労勲章グラントフィシエ
- ロンドン大学インスティチュート・オブ・エデュケーション名誉博士号
- リヨン第3大学名誉法学博士
- 瑞宝大綬章（2012年11月）[35]
  - 50以上の名誉博士号、70以上の勲章、名誉市民権などを受けた[36][37]。